# Hannibal Lecter
Hannibal Lecter és un personatge de ficció creat per Thomas Harris a la novel·la Red Dragon el 1981. És el protagonista central de les novel·les i de les pel·lícules homònimes que n'han estat adaptades.

## Biografia

### La gènesi d'un assassí
Hannibal Lecter va néixer a Vílnius (Lituània) en una família de la vella noblesa bàltica el 20 de gener de 1933 (notem un error a la pel·lícula "El Silenci dels anyells", on es diu "que Hannibal va néixer a Baltimore"). La vida del futur psicòpata té un xoc durant la derrota de l'exèrcit alemany: els schutzmannschaftassassinen la seva germana i devoren el seu cos. Un depredador va néixer.
Orfe, Hannibal torna al castell familiar, reconvertit en orfenat soviètic després de la guerra. Als 13 anys, el seu oncle, pintor refugiat a França, l'acull a prop de París. És allà on comet el seu primer homicidi, venjant així un afront fet a la dona japonesa del seu oncle, Dame Murasaki. Estudia medecina i, trobant el rastre dels assassins de la seva germana, tasta la seva venjança. Després emigra als Estats Units, país on es converteix en un psiquiatre famós. Tribú del mal, Hannibal posseeix una mestria total de la retòrica, hipnotitzant literalment el seu públic. Es fa membre del comitè de l'orquestra filharmònica de Baltimore, de la qual assassinarà un dels músics (Benjamin Raspail) per a servir-los un estrany ragout els ingredients del qual mai no van ser identificats.

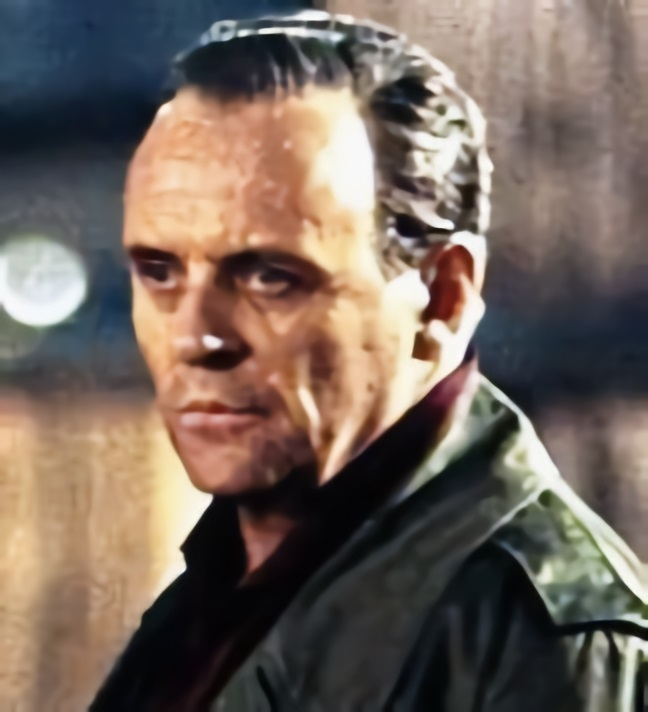
Anthony Hopkins, l'actor que va encarnar Lecter a El silenci dels anyells

Però darrere el somriure carnívor a les dents blanques, una bona educació refinada, s'amaga un implacable criminal amoral que no coneix ni pietat, ni remordiment. En efecte, abans de ser detingut el 1980 per Will Graham, Lecter va tenir temps de massacrar vuit persones, entre les quals el músic i un empleat del padró del qual va degustar el fetge amb faves a la mantega i un excel·lent Chianti no deixant més que dos supervivents (un d'ells és Mason Verger).

### Hannibal el Caníbal
Desemmascarat, Hannibal és detingut, jutjat i condemnat nou vegades a la perpetuïtat. Qualificat de pur sociòpata, és internat a l'hospital psiquiàtric de molt alta seguretat de Baltimore, sota la direcció del doctor Chilton.
Vuit anys després del seu empresonament, la facultat d'anàlisi de Lecter serà sol·licitada en l'assumpte de Francis Dolarhyde, el Drac Vermell (anomenat  la Mandíbula, el petit Ratolí o  la Dent viciosa segons les versions), assassí de dues famílies. Ajudarà la policia a encalçar-lo, però donarà igualment a l'assassí l'adreça de Will Graham al qual l'assassí farà una visita que deixarà terribles rastres sobre la cara de l'inspector.
Dos anys després aproximadament, Lecter rep la visita de Clarice Starling, alumna en el centre de formació de l'FBI. El primer contacte és més aviat fred:
| « | Lecter: Sap a què s'assembla amb la seva bossa a mà i les seves sabates barates ? A una noia de granja, una noia de granja mudada, sense el menor bon gust. Una alimentació correcta ha fet de vostè una noia sòlida però no fa més d'una generació que han sortit de la pobresa. No tinc raó, agent Starling ? I aquest origen que intenta desesperadament amagar, ve del fons de Virgínia. Que fa el seu pare ? Baixa a la mina? Empesta a carbó ? I els nois que no paraven de saltar-li a sobre, tots aquests tempteigs a les palpentes, penosos i sudorosos al darrere dels cotxes mentre no somiava més que amb marxar, amb treure'l d'allà i amb entrar finalment a l'FBI. (diàleg de la pel·lícula El silenci dels anyells) | » |

Tanmateix, a poc a poc, s'establirà una complicitat entre dos éssers tan diferents i d'altra banda tan similars.
La filla del senador Martin ha estat segrestada per  Buffalo Bill  un boig assassí que ja ha fet cinc víctimes. No hi ha d'haver la 6ª i Hannibal té el poder d'evitar el descobriment d'un nou cadàver, ja que coneix el nom de l'assassí. Però no el donarà a canvi de res. Vol una finestra, un paisatge. Clarice Starling li fa una oferta fiasco, però Lecter se n'assabenta per Chilton, que li fa al seu torn una oferta, aquesta vegada real.
Lecter és doncs transferit a Memphis (Tennessee) on dona un fals nom al senador i després, un vespre, escapa als dos guardians que massacra literalment (L'agent Boyle és martellejat fins a morir abans de ser penjat als barrots de Lecter, ventre obert. L'agent Pembry té la cara arrencada i el seu cos porta la roba del presoner. Mentrestant, Lecter que porta la cara de Pembry és traslladat en ambulància abans de desaparèixer). Malgrat les poques informacions que havia donat a Clarice Starling, la jove en pràctiques es posa sobre la bona pista, i li permet alliberar la filla del senador Martin, i de matar Buffalo Bill.
Lecter és a la fuga. Marxa primer de tot a les Bahames on devora Chilton. Després se'n va a viure a Florència (Itàlia) on esdevé (sota el fals nom de Doctor Fell) conservador en una biblioteca. Però el seu passat l'agafa deu anys més tard. Una antiga víctima, Mason Verger, un multimilionari desfigurat de manera terrible per Lecter, para una trampa a Hannibal.

### El caníbal enamorat
Un cop més, els camins de Lecter i de Starling es creuen. Clarice, de permís de l'FBI i per un error en una investigació, salva Hannibal de les urpes de Verger però és ferida en l'operació i queda inconscient. És Hannibal que li salva la vida i la recull a la casa de camp de Paul Krendler, del ministeri de la justícia.
Lecter, que s'havia enamorat d'ella, la convida a un sopar romàntic. Clarice intenta matar Hannibal, sense èxit però acaba aconseguint emmanillar-lo amb ella. L'únic mitjà d'alliberar-se seria de tallar la mà d'un dels dos. Hannibal tallar la seva pròpia mà i acaba fugint.
Tanmateix, al llibre és d'una altra manera: Clarice és atreta per Hannibal Lecter i la parella aconsegueix fugir.

## Anàlisi

### Diferències entre un personatge de ficció i un real assassí caníbal
Segons certs perfils americans, el personatge d'Hannibal no pot existir en el sentit patològic del terme. En efecte, els assassins que tenen grans capacitats intel·lectuals no són caníbals en els casos verificats.

### Diferències entre les novel·les i les pel·lícules
Existeixen diferències notables entre el doctor Hannibal Lecter tal com apareix en la trilogia de Thomas Harris, i tal que és posat en escena a les pel·lícules. És cert que la seva popularitat deu molt al duo d'actors de 1991, Anthony Hopkins en el paper d'Hannibal i Jodie Foster en el de Clarice, fins al punt que se n'ha oblidat El Sisè Sentit de 1986 i que una nova adaptació de Red Dragon va sortir el 2002 amb Anthony Hopkins.
A la novel·la Hannibal, Thomas Harris somiava en l'adaptació al cinema i pensava que Hopkins no la interpretaria, i en canvi que Jodie Foster reprendria el paper de Clarice. També, en aquesta novel·la en la qual l'acció té lloc deu anys després d'El Silenci dels anyells, Hannibal Lecter ha sofert una operació de cirurgia estètica que l'ha tornat irrecognoscible, mentre que Clarice només ha madurat. Però va ser el contrari el que es va produir: a la pel·lícula de Ridley Scott, Anthony Hopkins va reprendre el seu paper, mentre que el de Clarice va ser interpretat per Julianne Moore.
Igualment, els productors van considerar sens dubte immoral el final de Hannibal , en el qual els dos amants marxen a viure feliç el seu conte de fades. A la pel·lícula de Ridley Scott, Hannibal fa tastar la seva cuina a Clarice, però ella es limita llavors a intentar parar-lo encara que aconsegueixi marxar sol gràcies a un sacrifici.
Una altra diferència capital és la mà esquerra de Lecter. A la novel·la s'explica clarament que Hannibal té sis dits en aquesta mà (dos mitjos). És gràcies a aquesta malformació que aconsegueix evadir-se. En efecte, la seva mà atreu sempre les mirades la qual cosa li permet amagar la seva clau en l'altre sense perill.
A més, a Hannibal, les radiografies que rep Verger mostren que Lecter s'ha fet treure quirúrgicament aquest sisè dit. A la pel·lícula, es va adornar una història amb fractura del braç per explicar aquestes ràdios.
Per acabar, la cicatriu de l'operació quirúrgica a la seva mà esquerra és la que atreu l'ull del Commandatore Pazzi, al llibre.

### Un heroi de novel·la popular
Hannibal Lecter renova el personatge estereotipat de l'ogre i del savi boig, i pot passar per a un hereu del jove anglès Alex Delarge de La taronja mecànica d'Anthony Burgess. Boig, ho és sens dubte, almenys a la novel·la Red Dragon, primera obra de la trilogia, una mica menys a El silenci dels anyells. En aquestes dues novel·les, Hannibal no és més que un paper secundari.
És amb l'arribada de Clarice Starling a El silenci dels anyells que el psicòpata evoluciona. Es veu de seguida que no farà cap mal a la jove (quan una amiga li pregunta si no té por de Lecter fugat, respon que no té por, ja que per a Lecter, segons ella, intentar perjudicar-la seria falta de cortesia). Al capdavall, malgrat la massacre dels dos policies encarregats de vigilar-lo, en El silenci dels anyells Hannibal té un paper positiu, ja que ajuda Clarice a triomfar sobre altres dolents i sembla més aviat simpàtic per ser un assassí.
A Hannibal, ell és d'ara endavant l'heroi. En una decoració a la seva mesura (Florència), enlluerna de refinament i d'erudició, fa investigacions històriques en el Palazzo Vecchio, es guanya el respecte i la confiança d'una societat científica donant una conferència sobre Dante Alighieri. És una veritable assassí-gentleman en sèrie. Els que l'acorralen són tots dolents i corruptes, que mereixerien en el fons la sort que Hannibal els reserva. Finalment se sap que Hannibal ha estat traumatitzat per una infantesa desgraciada, argument gastat però que fa sempre el seu efecte davant un jurat. No obstant això, el seu aspecte psicopàtic lliga amb el que veiem en els seus primers crims, on sembla treure un cert gaudi dels crims que perpetra per venjança de la seva germana.

### Morts estúpides
El comandant Pazzi encegat per la seva pròpia avidesa, intenta obtenir les empremtes digitals del Dr. Lecter del lloc web de l'FBI a compte de Mason Verger. Hannibal sembla fer-ho tot per posar-lo en guàrdia contra la seva pròpia bestialitat; recordant-li la trista sort d'un dels seus avantpassats (Francesco Pazzi) però no fa res dues persones més moriran abans que Pazzi...
El comandant Pazzi és un policia corrupte. Deixant Gnocco morir sobre el sòl com un gos, impedint-li posar les seves mans sobre la ferida per retenir la sang, ensenya clarament la seva determinació i el fet que no vol cap testimoni.
Mason Verger està totalment encegat per una set de venjança fins al punt que es creu superior a Hannibal gràcies al seu odi envers ell, però segurament no gràcies a una intel·ligència més refinada. Verger acabarà devorat pels senglars de dos-cents setanta quilos alimentats només amb aigua des de fa alguns dies, destí que reservava al seu botxí. Hannibal no haurà hagut sinó de proposar al pobre (i fastiguejat) metge personal de Mason d'empènyer-lo al tancat dient-li: Només haurà de dir que sóc jo qui l'ha empès. 

## Obres on surt el personatge

### Novel·les
- Red Dragon (novel·la) (1981)
- Silence of the Lambs (1988)
- Hannibal (novel·la) (1999)
- Hannibal Rising (novel·la) (2006)

### Cinema
- Manhunter (Michael Mann, 1986 a partir de la novel·la Red Dragon) amb Brian Cox
- El silenci dels anyells (The Silence of the Lambs, Jonathan Demme, 1991) amb Anthony Hopkins
- Hannibal (Ridley Scott, 2001) amb Anthony Hopkins
- Red Dragon (Brett Ratner, 2002 a partir de la novel·la Red Dragon) amb Anthony Hopkins
- Hannibal Rising (Peter Webber, 2006) amb Aaran Thomas i Gaspard Ulliel

### Televisió
- Hannibal (sèrie de televisió de la NBC, 2012) escrita per Bryan Fuller.